# Luis Irsandi
Luis Irsandi (sinh ngày 1 tháng 5 năm 1992) là một cầu thủ bóng đá người Indonesia hiện tại thi đấu ở vị trí hậu vệ cho Persiraja Banda Aceh ở Liga 2. Anh là một thành phẩm của Học viện trẻ PSMS Medan và thi đấu cho câu lạc bộ ở Indonesia Super League. Anh được trao tặng là cầu thủ xuất sắc nhất trong giải đấu trước mùa giải Piala Presiden Persiraja 2018. Trước khi gia nhập Persiraja Banda Aceh, anh thi đấu cho PSPS Pekanbaru năm 2017.